# Шалюмо
Шалюмо́ (фр. chalumeau, от греч. κάλαμος — тростник) — деревянный духовой музыкальный инструмент с одинарной тростью. Использовался до начала XIX века в эпоху Средневековья, барокко и раннего классицизма. На основе шалюмо примерно в 1700 году сконструирован кларнет.
Слово chalumeau встречалось во французском языке с XII века и первоначально использовалось для обозначения разных типов духовых инструментов. По конструкции шалюмо занимает промежуточное положение между блокфлейтой и кларнетом. Как и кларнет, шалюмо обладает цилиндрической трубкой и одинарной тростью.
Звукоряд в основном диатонический. Поскольку инструмент не оснащён клапанами, хроматические ноты на нём звучат неясно и иногда неточно по высоте. Диапазон шалюмо не превышал полутора октав, поэтому существовали несколько разновидностей этого инструмента, настроенных в разных регистрах.
Пример звукоряда:
В XVI—XVII веке шалюмо периодически включались в оркестры. Различные сольные произведения для этого инструмента создавались вплоть до 1730-х годов (концерт Иоганна Фридриха Фаша, двойной концерт Телемана).
Новая эпоха в музыке требовала расширения возможностей музыкальных инструментов. За усовершенствование шалюмо взялся нюрнбергский музыкальный мастер Иоганн Кристоф Деннер. В результате различных экспериментов был изобретён кларнет. В течение некоторого времени кларнет и шалюмо использовались на равных, однако ко второй четверти XVIII века новый инструмент, постепенно улучшавший свои возможности, вытеснил шалюмо из музыкальной практики.
До наших дней сохранились восемь экземпляров старинных шалюмо. Предпринимаются попытки воссоздать на их основе современные копии инструментов.